# Liste der Biografien/Beri
Liste der Biografien |
Portal Biografien |
Personensuche
# |
A |
B |
C |
D |
E |
F |
G |
H |
I |
J |
K |
L |
M |
N |
O |
P |
Q |
R |
S |
T |
U |
V |
W |
X |
Y |
Z |
?
 
Ba |
Be |
Bd |
Bg |
Bh |
Bi |
Bj |
Bl |
Bm |
Bn |
Bo |
Br |
Bs |
Bu |
Bw |
By |
Bz
 
Bea–Beb |
Bec |
Bed |
Bee |
Bef |
Beg |
Beh |
Bei |
Bej |
Bek |
Bel |
Bem |
Ben |
Beo |
Bep |
Beq |
Ber |
Bes |
Bet |
Beu |
Bev |
Bew |
Bex |
Bey |
Bez
 
Bera |
Berb |
Berc |
Berd |
Bere |
Berf |
Berg |
Berh |
Beri |
Berj |
Berk |
Berl |
Berm |
Bern |
Bero |
Berq |
Berr |
Bers |
Bert |
Beru |
Berv |
Berw |
Berx |
Bery |
Berz
Die Liste der Biografien führt alle Personen auf, die in der deutschsprachigen Wikipedia einen Artikel haben. Dieses ist eine Teilliste mit 100 Einträgen von Personen, deren Namen mit den Buchstaben „Beri“ beginnt.

## Beri

### Beria
- Beria, Lawrenti (1899–1953), sowjetischer GeheimdienstchefLawrenti Beria (1899–1953)

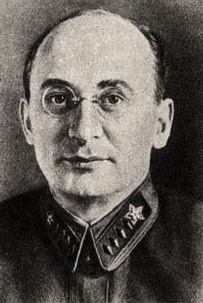
Lawrenti Beria (1899–1953)

- Beria, Sergo Lawrentjewitsch (1924–2000), georgisch-sowjetischer Funktechniker und Raketenkonstrukteur
- Beriáin, David (1977–2021), spanischer Journalist
- Berian, Boris (* 1992), US-amerikanischer Leichtathlet
- Berianidse, Lewan (* 1990), georgisch-armenischer Ringer
- Beriaschwili, Sarbeg (1939–2020), sowjetischer Ringer

### Beric
- Berić, Robert (* 1991), slowenischer Fußballspieler
- Berić, Snežana (* 1960), serbische Sängerin
- Bericio, Florencia (* 1989), argentinische Handballspielerin

### Berid
- Beridse, Natalia (* 1979), georgische Musikerin

### Berie
- Beriegel, Michael, deutscher Orgelbauer in Norddeutschland
- Berière, Karin (* 1974), deutsche Squashspielerin

### Berig
- Berigan, Bunny (1908–1942), US-amerikanischer Jazztrompeter
- Bérigaud, Kévin (* 1988), französischer Fußballspieler
- Beriger, Andreas (* 1956), Schweizer Schriftsteller

### Berij
- Berijew, Georgi Michailowitsch (1903–1979), sowjetischer Flugzeugkonstrukteur

### Berim
- Berimbau, Helena (* 1973), portugiesische Badmintonspielerin
- Bérimont, Luc (1915–1983), französischer Dichter, Schriftsteller und Hörfunkjournalist

### Berin
- Berin, Anton (* 1575), deutscher Maler
- Berindei, Dan (1923–2021), rumänischer Historiker und Publizist
- Bering, Dietz (* 1935), deutscher Historiker und Sprachwissenschaftler
- Bering, Friedrich (1878–1950), deutscher Dermatologe und Hochschullehrer
- Bering, Friedrich Georg (1803–1878), deutscher Richter und Parlamentarier
- Bering, Joachim (1574–1627), deutscher lutherischer Theologe
- Bering, Johannes (1607–1658), deutscher lutherischer Theologe und Mathematiker
- Bering, Johannes (1748–1825), deutscher Philosoph
- Bering, Vitus († 1741), dänischer Seefahrer in russischen Diensten, Entdecker der BeringstraßeVitus Bering († 1741)

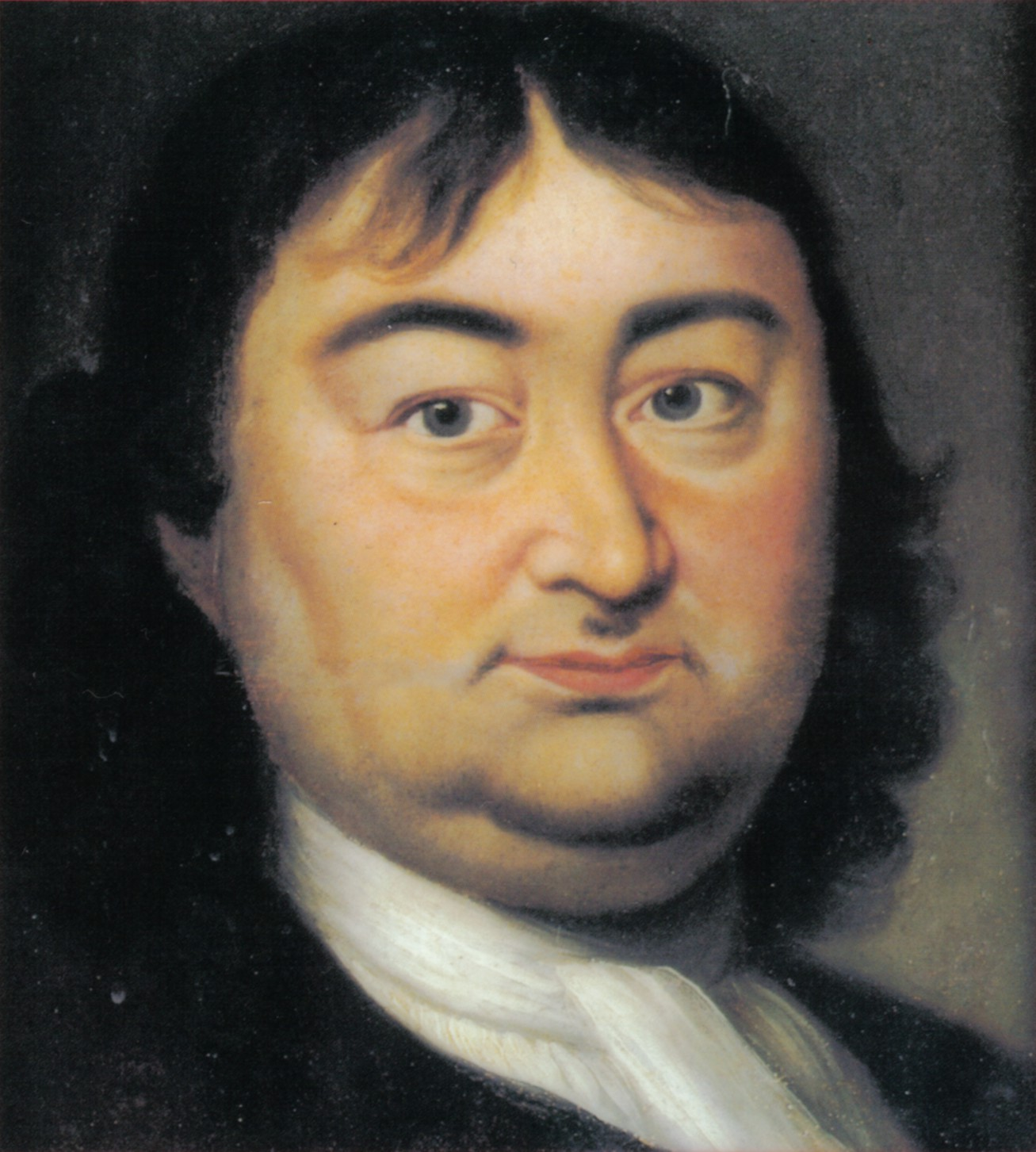
Vitus Bering († 1741)

- Beringe, Clara von (1863–1947), deutsche Malerin
- Beringe, Friedrich Robert von (1865–1940), deutscher Offizier, Entdecker der Berggorillas
- Beringen, Glenn (* 1964), australischer Schwimmer
- Beringer († 974), Abt im Kloster St. Blasien
- Beringer († 1110), Herr von Sangerhausen
- Beringer von Entringen († 1232), Bischof von Speyer
- Beringer von Gamburg, deutscher Burgherr und Klostergründer
- Beringer, August (1818–1881), deutscher Unternehmer
- Beringer, Georg (1879–1944), deutscher Künstler
- Beringer, Hans (1545–1590), deutscher Steinmetz und Werkmeister
- Beringer, Joan (* 2006), französischer Basketballspieler
- Beringer, Johann († 1738), deutscher Arzt, Professor der Medizin in Würzburg und Leibarzt des Fürstbischofs von Würzburg
- Beringer, Johann Christoph Ludwig (1709–1746), deutscher Mediziner, Leibarzt des Fürstbischofs von Speyer
- Beringer, Johann Georg (1829–1919), deutscher Fernmelde-Ingenieur, bayerischer Beamter und Bienenfachmann
- Beringer, Joseph August (1862–1937), deutscher Lehrer und Kunsthistoriker
- Beringer, Karl (1845–1907), österreichischer Theaterschauspieler
- Beringer, Karl-Friedrich (* 1948), deutscher Chor- und Orchesterdirigent
- Beringer, Kurt (1893–1949), deutscher Neurologe, Psychiater und Hochschullehrer
- Beringer, Leopold (1831–1915), österreichischer Theaterschauspieler und Sänger (Bariton)
- Beringer, Maternus, deutscher Kantor und Musiktheoretiker
- Beringer, Matthäus († 1548), 39. Abt von Stift Lilienfeld
- Beringer, Max (1886–1961), deutscher Maler und Grafiker
- Beringer, Michael (1566–1625), deutscher Jurist und Philologe
- Beringer, Oskar (1845–1922), deutsch-englischer klassischer Pianist, Komponist und Musikpädagoge
- Beringer, Walter (1928–2016), kanadischer Althistoriker deutscher Herkunft
- Beringer, Wilhelm (1887–1949), deutscher Architekt und Eisenbahnbeamter
- Beringer, Wolf, deutscher Steinmetz und Baumeister
- Beringhausen, Dietrich von († 1616), Fürstabt von Corvey
- Beringhen, François-Charles de (1692–1742), französischer Geistlicher, Bischof von Puy
- Berings, Eline (* 1986), belgische Leichtathletin
- Béringuier, Richard (1854–1916), deutscher Amtsrichter
- Berini, Aymen (* 1982), tunesischer Radrennfahrer
- Berini, Daniel (* 1979), schweizerisch-italienischer Schauspieler und Musicaldarsteller
- Berinkey, Dénes (1871–1944), ungarischer Politiker und Ministerpräsident
- Berinski, Lev (* 1939), rumänischer Schriftsteller
- Berintschyk, Denys (* 1988), ukrainischer Boxer

### Berio
- Berio, Luciano (1925–2003), italienischer KomponistLuciano Berio (1925–2003)

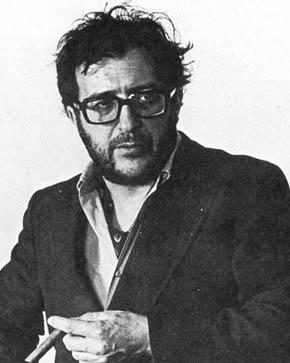
Luciano Berio (1925–2003)

- Bériot, Olivier (* 1962), französischer Kostümbildner
- Bérioui, Saïd (* 1975), marokkanischer Langstreckenläufer
- Beriozovas, Vladimiras (1929–2016), litauischer Politiker, Mitglied des Seimas

### Beris
- Berişbek, Rahmetullah (* 1999), türkischer Fußballspieler
- Berisch, Emil (1872–1941), österreichischer Bühnenschauspieler und -regisseur sowie Theaterleiter
- Berisch, Siegfried (1877–1933), österreichischer Bühnenschauspieler und Filmschauspieler
- Berisford, Mike (* 1936), britischer Mittelstreckenläufer
- Berisha, Adelina (* 1990), kosovarische Sängerin
- Berisha, Albin (* 2001), kosovarischer Fußballspieler
- Berisha, Anita (* 1986), kroatische Schauspieler
- Berisha, Bernard (* 1991), kosovarischer Fußballspieler
- Berisha, Besart (* 1985), kosovoalbanischer FußballspielerBesart Berisha (* 1985)

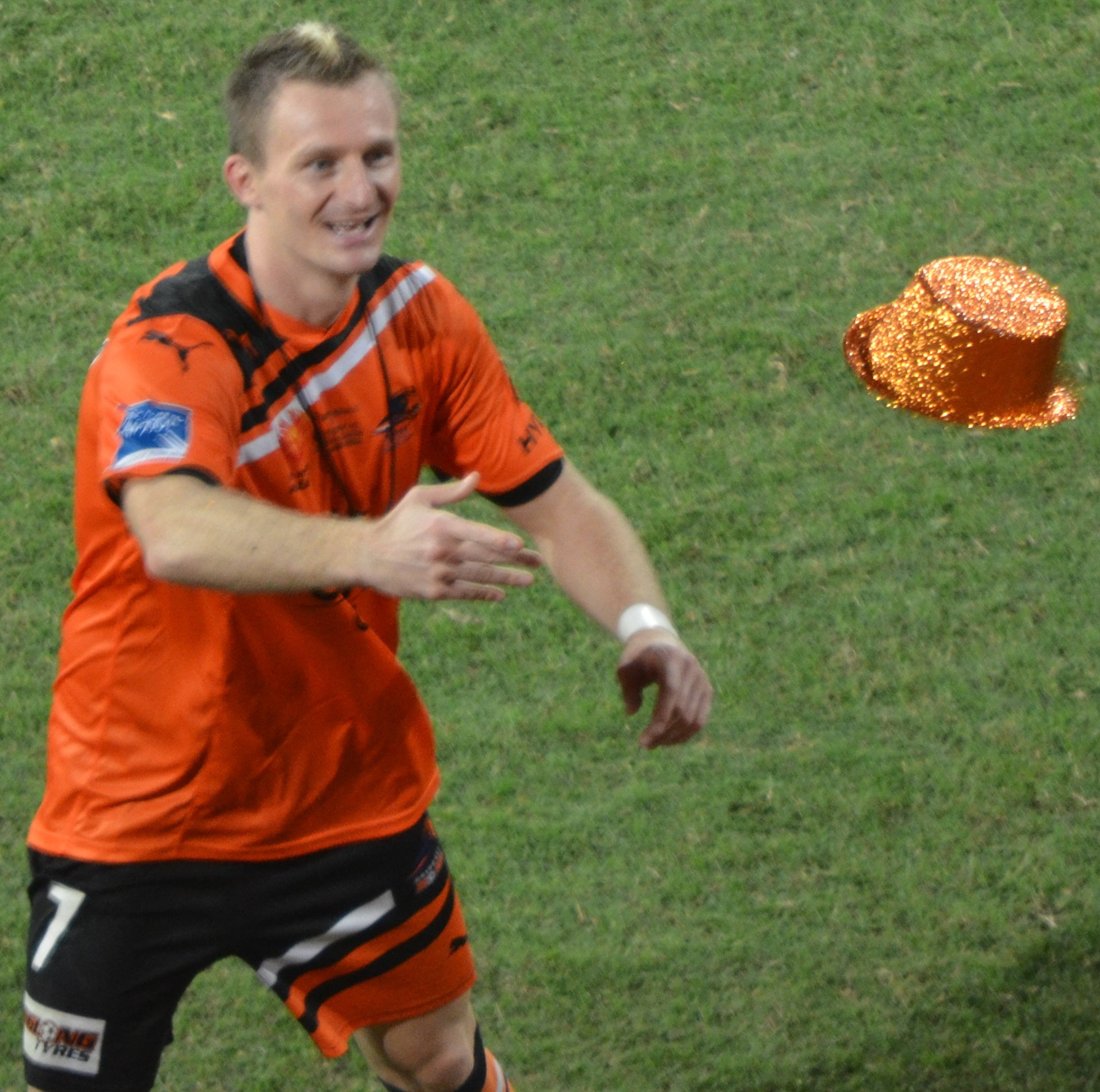
Besart Berisha (* 1985)

- Berisha, Denis (* 1996), österreichischer Fußballspieler
- Berisha, Etrit (* 1989), albanischer Fußballspieler
- Berisha, Johan (* 1979), Schweizer Fußballspieler
- Berisha, Liri (* 1948), albanische UNICEF-Botschafterin, Präsidentin des albanischen Kinderdorfs
- Berisha, Lorent, Schweizer Sänger
- Berisha, Marenglen (* 1984), albanisch-kosovarischer Wirtschaftswissenschaftler, Banker und Hochschullehrer in Bulgarien
- Berisha, Medon (* 2003), albanisch-kosovarischer Fußballspieler
- Berisha, Mërgim (* 1998), deutscher FußballspielerMërgim Berisha (* 1998)

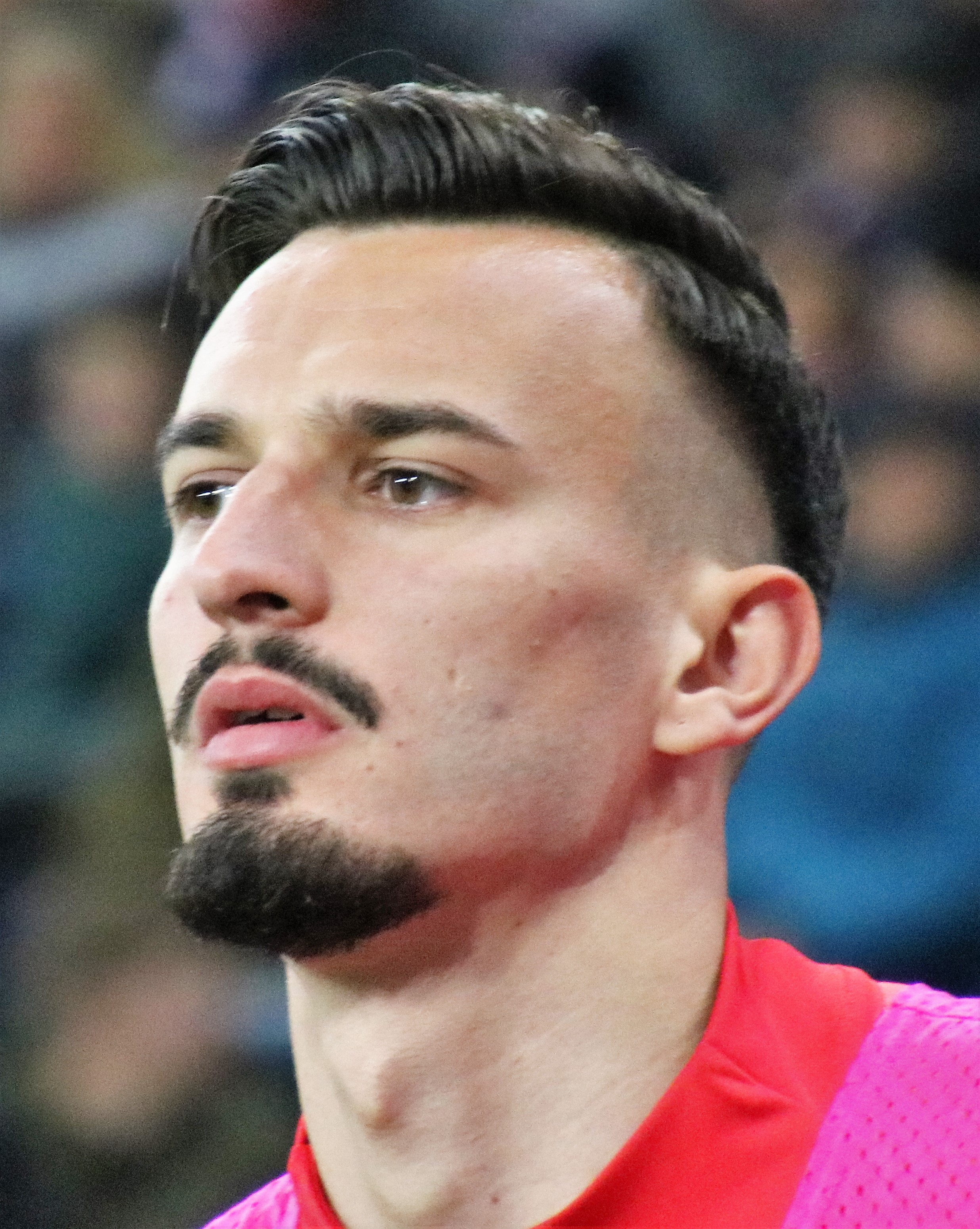
Mërgim Berisha (* 1998)

- Berisha, Safet (1949–2016), albanischer Fußballspieler
- Berisha, Sali (* 1944), albanischer Politiker
- Berisha, Sedat (* 1989), albanisch-mazedonischer Fußballspieler
- Berisha, Valon (* 1993), kosovarischer Fußballspieler
- Berisha, Veton (* 1994), norwegischer Fußballspieler
- Berislavić, Ivaniš († 1514), serbischer Despot (1504–1514)
- Berislavić, Stefan (1510–1535), serbischer Despot (1520–1526)
- Beriso, Amane (* 1991), äthiopische Langstreckenläuferin
- Beristain, Gabriel (* 1955), US-amerikanischer Kameramann
- Beristain, Ignacio (* 1939), mexikanischer Boxer und Boxtrainer
- Beristáin, Joaquín (1817–1839), mexikanischer Komponist, Dirigent und Cellist

### Berit
- Beritan (1971–1992), kurdische Kämpferin der PKK, als Märtyrerin verehrt
- Beritaschwili, Iwane (1885–1974), georgischer Neurophysiologe, Neuropsychologe und Hochschullehrer

### Berix
- Berix, Jan Willem (1907–1945), niederländischer Widerstandskämpfer

### Beriz
- Beriziky, Omer (* 1950), madagassischer Politiker
- Berizzo, Eduardo (* 1969), argentinischer Fußballspieler und -trainer